# Canche
Canche je řeka ve francouzském departementu Pas-de-Calais. Je dlouhá 100 km a plocha povodí měří 1310 km². Pramení u Gouy-en-Ternois a protéká městy Hesdin a Montreuil. Nedaleko Étaples se vlévá do Lamanšského průlivu a vytváří estuár, kde byla díky bohatství vodního ptactva (například ústřičník velký nebo husice liščí) vyhlášena chráněná oblast Réserve naturelle nationale de la baie de Canche. Řeka na dolním toku meandruje a v jejím údolí, širokém až dva kilometry, jsou četné olšové lesy, louky a bažiny, těžila se zde od 16. století rašelina. U ústí Canche se nachází rekreační oblast Opálové pobřeží.